# Leucopis velutinifrons
Leucopis velutinifrons är en tvåvingeart som beskrevs av Tanasijtshuk 2003. Leucopis velutinifrons ingår i släktet Leucopis och familjen markflugor. Inga underarter finns listade i Catalogue of Life.